# Língua urum
Urum é uma língua turcomana faladas por cerca de 190 mil pessoas que habitam em poucos vilarejos do sudoeste da Ucrânia, em partes da Geórgia e nas diversas diásporas de comunidades desses falantes pelo mundo. A língua Urum é por muitos considerada como uma variante da língua tártara da Crimeia.

## Nome
O nome Urum deriva de Rûm ("Roma", a cidade), palavra usada pelo mundo muçulmano para denominar o Império Bizantino. No Império Otomano essa palavra designava todos os não muçulmanos que viviam no território Otomano. A vogal “U” inicial de Urum é uma prótese, pois originalmente as línguas turcomanas não apresentavam o som /ɾ/ no início de palavras e tomavam uma vogal para colocar diante dessa letra quando se  fazia necessário.  O uso tão comum do termo Urum levou a alguma confusão, pois todos os gregos que falavam línguas turcomanas eram assim designados.  A população falante da língua turca na Geórgia é muitas vezes confundida com a comunidade distinta da Ucrânia.

## Fonologia

### Consoantes
|                      | Labial | Labial | Dental | Dental | Alveolar | Alveolar | Post-Alveolar | Post-Alveolar | Palatal | Palatal | Velar | Velar | Glotal | Glotal |
| -------------------- | ------ | ------ | ------ | ------ | -------- | -------- | ------------- | ------------- | ------- | ------- | ----- | ----- | ------ | ------ |
| Plosiva              | p      | b      | t      | t      | t        | d        | d             | d             | c       | ɟ       | k     | ɡ     |        |        |
| Africada             |        |        |        |        | ts¹      |          | tʃ            | dʒ            |         |         |       |       |        |        |
| Fricativa            | f      | v      | θ      | ð ²    | s        | z        | ʃ             | ʒ             |         |         | x     | ɣ     | h      |        |
| Nasal oclusiva       | m      | m      | n      | n      |          |          |               |               |         |         | ŋ     | ŋ     |        |        |
| Vibrante ou Flap/Tap |        |        | ɾ      | ɾ      |          |          |               |               |         |         |       |       |        |        |
| Lateral              |        |        | l      | l      |          |          |               |               |         |         |       |       |        |        |
| Aproximante          |        |        |        |        |          |          |               |               | j       | j       |       |       |        |        |

(1) /ts/ só existe em palavras de origem estrangeira.
(2) /θ/ and /ð/ só existe em palavras de origem Grega

## Escrita
Uns poucos manuscritos foram localizados escritos em Urum, os quais estavam em escrita grega. Durante um período entre 1927 e 1937, a língua Urum chegou a ser escrita com o alfabeto latino devidamente reformado para a mesma, o chamado "Novo Alfabeto Turcomano", que foi usado em escolas locais. Uma amostra foi conhecida e i8mpressa, mas em 1937, o Urum deixou de ter uma forma escrita. Por iniciativa de  Alexander Garkavets, usou-se o seguinte alfabeto com base no Cirílico:
| А а   | Б б | В в   | Г г   | Ғ ғ | Д д | (Δ δ) | Д′ д′ |
| (Ђ ђ) | Е е | Ж ж   | Җ җ   | З з | И и | Й й   | К к   |
| Л л   | М м | Н н   | Ң ң   | О о | Ӧ ӧ | П п   | Р р   |
| С с   | Т т | Т′ т′ | (Ћ ћ) | У у | Ӱ ӱ | Υ υ   | Ф ф   |
| Х х   | Һ һ | Ц ц   | Ч ч   | Ш ш | Щ щ | Ъ ъ   | Ы ы   |
| Ь ь   | Э э | Ю ю   | Я я   | Ѳ ѳ |     |       |       |

Numa iniciativa recente feita em Kiev em 2008 o seguinte alfabeto foi sugerido:

| А а | Б б | В в | Г г | Ґ ґ | Д д | Д' д' | Дж дж |  |
| Е е | З з | И и | Й й | К к | Л л | М м   | Н н   |  |
| О о | Ӧ ӧ | П п | Р р | С с | Т т | Т' т' | У у   |  |
| Ӱ ӱ | Ф ф | Х х | Ч ч | Ш ш | Ы ы | Э э   |       |  |

## Publicações
Muito pouco já foi publicado sobre a língua Urum e há um léxico muito pobre, havendo somente poucos documentos escritos na língua.